# 신화통신사

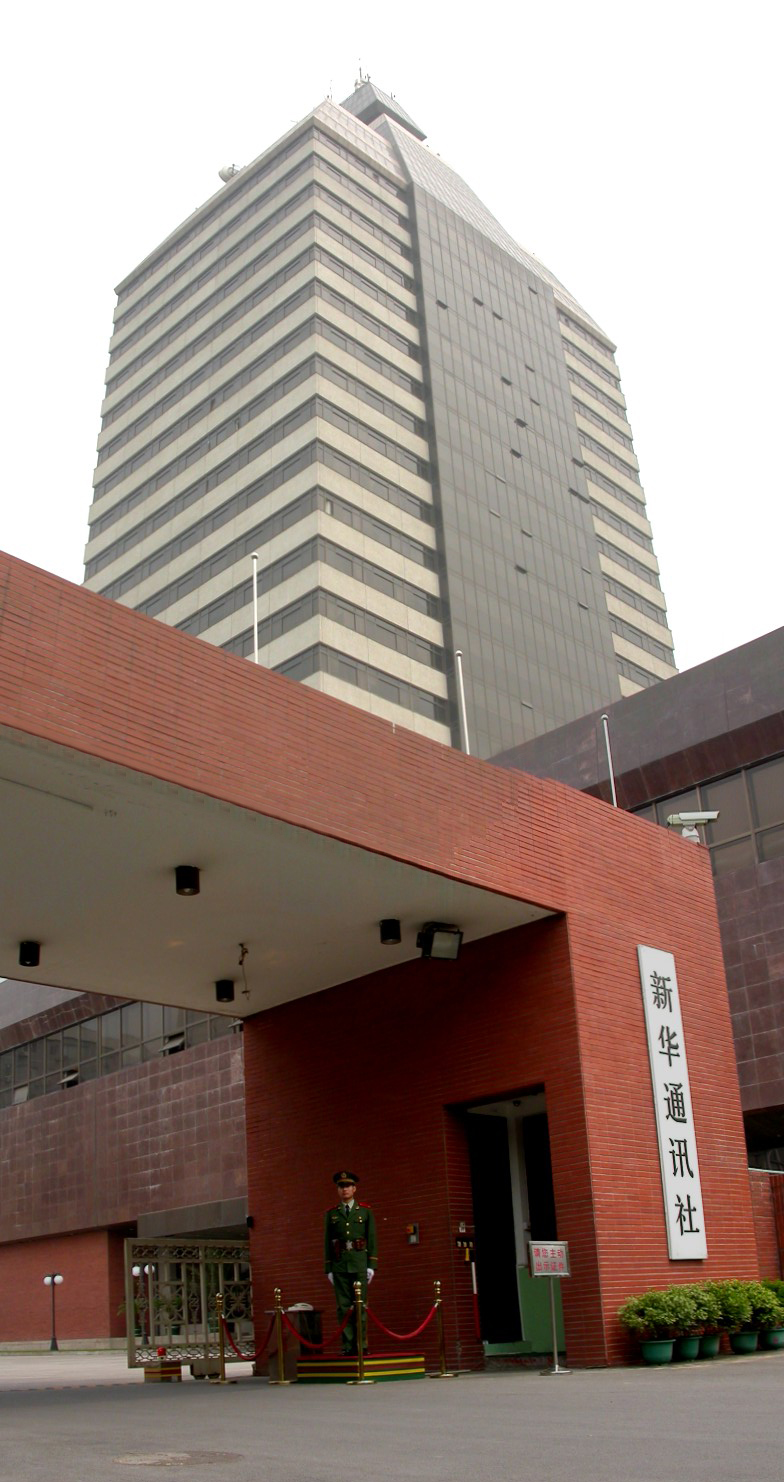
신화통신사

신화통신사(중국어 간체자: 新华通讯社, 정체자: 新華通訊社, 병음: Xīnhuá tōngxùnshè 신화퉁쉰서[*]) 또는 신화사(新華社)는 중화인민공화국 국무원에 속해있는 통신사이다. 정식 명칭은 신화통신사이지만 신화사라는 명칭도 많이 사용되고 있다. 1931년 11월에 홍색중화통신사(紅色中華通訊社)라는 이름으로 설립되어, 1937년에 현재의 명칭으로 개칭되었다. 그 밖의 중화인민공화국의 통신사로는 중국신문사가 있다.

## 역사
신화통신사는 1931년 장시성의 중국공산당 혁명 근거지에서 홍색중화통신사(紅色中華通訊社)로 설립되었다. 1935년 대장정 이후 현재의 이름을 채택했다. 1930년대 신화통신사는 중국국민당의 중앙통신사 기사와, 번역된 소련의 타스, 프랑스의 아바스 기사를 보급했다.
태평양 전쟁 발발과 함께 첫 해외 지사를 설립했고, 1944년 영어로 국제 방송을 시작했다. 국공 내전이 공산당의 승리로 끝나자 신화통신사는 당의 공식 정책을 발표하고 선전하는 동시에 중국의 사회 동향을 당을 위해 관찰하는 역할을 맡았다. 1931년부터 발행하기 시작한 참고소식(参考消息)은 해외 통신사 기사들을 번역해 출간하는 신문으로서, 중국의 개방전에는 국외 소식을 알 수 있는 몇안되는 창구였다.
국외에서 신화통신사는 미수교국에서 중화인민공화국을 대변하는 비공식 영사관이었다. 영국령 홍콩에서는 사실상의 공관으로 영국 정부와 협상하고, 홍콩 사회에 영향을 끼치는 창구였다.
중국의 소프트 파워를 늘리기 위해 다른 국영 언론사들처럼 신화통신사도 외국어 매체에 투자를 늘리고 있다. 2011년에는 뉴욕 지사를 퀸스에서 타임스 스퀘어로 옮기고, 삼성전자와 같은 건물의 대형 전광판을 임대했다.

## 비판
신화통신사의 주요 업무는 중화인민공화국의 뉴스를 해외로 보도하는 것이다. 하지만 중국 정부 요인의 발언을 독점적으로 전달할 때도 많다. 이로 인해 신화통신사를 중국 공산당의 일당 독재국가인 중화인민공화국의 국영 선전 기관이라고 비판하는 논평가나 보도 기관, 평론가도 있다.
2009년 12월 미국의 OSC는 중국의 대표적인 언론사 신화통신이 중국판 OSC로 작동하는지 여부를 세세하게 관찰한 정보보고서를 발행했다.
2018년 미국 법무부는 신화통신과 CGTN에 외국대리인등록법(FARA)에 따라 외국 대리인으로 등록하라고 통보했다. FARA는 미국 내에서 특정 국가의 이권 대행이나 홍보 활동을 통해 미국의 정책과 여론에 영향을 끼치려 하는 기관이나 개인이 법무부에 등록하고 연간 예산, 경비, 활동 범위, 외국 정부와 관계 등을 밝히도록 규정한다.

## 신화망
신화통신사는 1997년 11월 온라인 뉴스포털 신화망을 설립했으며, 이 신화망은 29개 지방채널 및 해외지사로 뻗어 운영하고 있다.
신화망(중국어: 新华网/新華網)은 중국을 전세계에 전파를 목적으로 중국어(간체/정체), 영어, 프랑스어, 스페인어, 러시아어, 아랍어, 한국어, 일본어 등 여러 나라의 언어로 번역하여 24시간 내내 소식을 전파하고 있다. 또한 한반도의 모든 소식을 중국으로 전달하기 위해 신화망한국채널을 10월 1일에 개통했다. 신화망한국채널은 한국의 정치, 외교, 경제, 사회, 문화 등을 중점으로 보도하고, 이 외에도 한중무역, 인문, 엔터테인먼트, 패션&뷰티, 여행, 유학 등에 관한 소식도 전달한다.

## 같이 보기
- 중화인민공화국 국무원